# Стратиграфічна перерва
Стратиграфічна перерва (рос. стратиграфический перерыв, англ. gap in the succession of strata, stratigraphical hiatus,stratigraphical break,  lost strata; нім. Lücke f in der Schichtfolge, sratigraphische Unterbrechung f) — відсутність у розрізі яких-небудь пластів пов'язана з перервою у відкладах осадів або розмивом раніше відкладених порід.
Стратиграфічна перерва не супроводжується помітною відмінністю в падінні (нахилі) шарів.

## Інтернет-ресурси
- A Gap in the Geologic Record [Архівовано 3 серпня 2017 у Wayback Machine.]
- Gaps in the geologic record gaps in the geologic [Архівовано 12 травня 2019 у Wayback Machine.]

| Геологія | Це незавершена стаття з геології. Ви можете допомогти проєкту, виправивши або дописавши її. |